# Waffen-SS
Las Waffen-SS (traducción libre del alemán: SS armadas) eran el cuerpo de combate de las Schutzstaffel (más conocidas como las SS, o escuadrones de protección). Tuvieron amplia participación en la Segunda Guerra Mundial. Su principal dirigente fue Heinrich Himmler. 
Comenzaron como unidad de protección y choque de la dirección del Partido Nazi, hasta convertirse en una fuerza de combate de entre 600 000 y 900 000 soldados y oficiales (incluidos voluntarios y reclutas extranjeros), de los que 352 000 murieron en acción y 50 000 desaparecieron. Combatieron bajo el signo de las Waffen-SS hombres de unas veintiséis nacionalidades. En los Juicios de Núremberg, las Waffen-SS fueron condenadas como parte de una organización criminal debido a su participación en atrocidades y crímenes de guerra, e inmediatamente abolidas.

## Comienzos
El cuadro original de las Waffen-SS procedía de los Freikorps y de la Reichswehr, además de varias formaciones paramilitares. Principalmente era una formación de personal adscrita al partido nazi que eran antiguos combatientes de la Gran Guerra que se encontraban sin empleo, que fueron contratados como guardaespaldas de Adolf Hitler y de los altos dignatarios del recién creado Partido Nacional Socialista Obrero Alemán (NSDAP). En sus inicios fueron conocidos como «Camisas Pardas» y su denominación dentro del partido como Sturmabteilung. Pero sus filas estaban formadas por personas que habían estado en la cárcel, delincuentes conocidos. Es cuando Hitler se da cuenta de que es necesario formar un pequeño ejército para actuar como guardia personal. Sus componentes fueron elegidos entre el estereotipo de sangre nórdica probada y buen carácter, e inquebrantable lealtad a Hitler y al partido. En sus inicios fueron solo dos hombres Josef Berchtold y Julius Schreck, que se convirtieron en la escolta personal de Adolf Hitler esto ocurría un 23 de marzo de 1923. En mayo de ese mismo año fue cuando se creó la unidad conocida como Stosstrupp Adolf Hitler que era mandada por un amigo de Hitler, Josef Berchtold. Fue en agosto de 1923 cuando un semidesconocido Heinrich Himmler se inscribió al partido NSDAP. Cuando el intento del golpe de Estado en Múnich terminó en fracaso, donde Hitler fue encarcelado y el partido NSDAP prohibido, Himmler se hizo cargo de la propaganda del Reich del NSDAP acompañando a Hitler como secretario personal.
El 20 de diciembre de 1924 Hitler salió de la cárcel y fue cuando a su conductor y amigo personal Julius Schreck le pidió la formación de una verdadera fuerza de choque. Heinrich Himmler creó las SS el 9 de noviembre de 1925; a esa unidad se la denominó Schutzstaffel «Escuadras de Protección». Se organizaron como unidades de carácter nacional ya que en las distintas ciudades alemanas se exigió a los jefes locales del partido que buscasen un jefe y 10 hombres de confianza, pero en vano fue el llamamiento ya que en dos años solo consiguieron apenas 300 miembros. Fue cuando la figura de Himmler empezaba a tomar cuerpo en el entramado del NSDAP, haciéndose valedor de sus dotes de organización, fue nombrado segundo jefe de las SS, llegando a ser al poco tiempo nombrado Jefe Nacional con el rango de oberführer de las SS. Con una fuerza de aproximadamente 1000 hombres su organización todavía pertenecía a la SA de Röhm, cosa que ni a Himmler le gustaba y a Röhm le levantó suspicacias contradictorias por la forma de escalar posiciones que tenía Himmler.
Momento elegido por Himmler para desvincular la SS de la SA por razones de criterios biológicos y de pureza racial, seleccionando entre los miembros de la Freikorps y ciudadanos de clase media. La SS se convertía en una fuerza con una credencial potente y acompañada de la extraordinaria facultad de Himmler para organizar le dio base para un poder personal por encima de sus colegas de partido. En 1930 consiguió reunir una fuerza de más de 2700 hombres, dos años más tarde, después de la prohibición de la SA, llegó a tener más de 30.000.
En el año 1933 Adolf Hitler es convertido en Canciller del Reich, momento en que Himmler ya tenía una fuerza de más de 52.000 SS. Himmler aprovechó su extraordinario poder y posición en el partido para hacerse con la Gestapo «Geheime Staats Polizeiamt». A la vez transformó la SS en dos vertientes bien diferenciadas que eran la Allgemeine SS, con funciones de policía y las Waffen-SS (SS Armadas) de función militar, con dedicación total a Hitler y al partido. Con su escalada fulgurante en el partido y cuando Hitler vio la necesidad de proteger sus intereses dentro del partido se blindó con una fuerza personal armada de tal poder que Hitler optó porque fuese la SS la que le brindase la protección que necesitaba. Fue Josef Dietrich uno de los incondicionales de Hitler el encargado de formar dicha unidad. Apoyado por su amigo Himmler el 17 de marzo de 1933 se formó la primera unidad llamada Leibstandarte SS Adolf Hitler. Se formó con 120 hombres elegidos entre todos los voluntarios que demostraron inquebrantable lealtad a Hitler y al partido. Fue cuando se formó el Sonderkommando SS Zossen que se le añadieron tres compañías más. Con misiones de policía del partido y fuerza antiterrorista, aparte de las funciones de seguridad personal y del partido ya encomendadas, se formaron tres compañías nuevas con el nombre de Sonderkommando SS Jüterbog.
Entre agosto y septiembre del 33, tuvo lugar en Núremberg la concentración más famosa del partido, conmemorando la victoria total del partido en enero de ese año. Hitler aprovechó para aclamar la formación de la Leibstandarte SS Adolf Hitler con el siguiente juramento:

Yo te juro, Adolf Hitler, como Führer y Canciller del Reich alemán, Lealtad y Valentía. Te juro a ti y a los superiores a quienes nombres obediencia hasta la muerte. Que Dios me ayude.

Momento en el que Hitler entregaba a Sepp Dietrich el estandarte de la Unidad. Sus componentes portaban un brazalete con el nombre de Hitler en letras germánicas. Esta unidad dependía directamente de las órdenes de Hitler. Fue a finales del 33 cuando se la rebautizó como Leibstandarte. Esta fue la unidad que participó en la Noche de los Cuchillos Largos en julio de 1934, con el objetivo de eliminar a todo enemigo interno del partido. Después de demostrar su inquebrantable lealtad Hitler les prometió que serían la unidad referencia de todas las futuras unidades a crear. Ya que el ejército alemán era en sus mayor gran parte hipomóvil, esta unidad sería la primera completamente motorizada.
La selección y adoctrinamiento de las SS Totenkopfverbände (Unidad de calaveras, Campos de concentración) y las SS-Verfügungstruppe (Unidades militares SS) se intentaban enrolar voluntarios provenientes de las universidades que salían de las Juventudes Hitlerianas a nivel nacional. Pero se percataron de que muchas de las pretensiones de los jóvenes era no pasar hambre y de no pasar por los desgraciados momentos económicos que tenía la sociedad alemana. Muchos eran desviados a la SD, oficina de central de la SS y otros a la SS-Verfügungstruppe. También había muchos suboficiales y oficiales del cuadro de mandos del ejército, aunque la mayor parte de los afiliados al partido que eran oficiales permanecían en el ejército Reichswehr. Cuando se empezaron a crear las unidades había, según sus fundadores demasiado indeseable, fue cuando convencido Hitler de que eso no era posible realizó una purga donde más de 80.000 miembros fueron expulsados de la SS, desembarazándose de infinidad de gente que no estaba en la órbita del ideario del partido nazi, homosexuales, drogadictos, criminales y personas que no demostraron que tenían sangre aria. Niveles que llegaron a despreciar personas que tenían incluso un empaste.
Para ingresar en la Waffen-SS era necesario pasar un periodo de tiempo largo, preparación física extrema, deportista consumado y dotes de compañerismo y lealtad al partido y a la unidad. Después de pasar por los distintos filtros era admitido después de realizar el juramento de lealtad.

Al principio las Waffen-SS fueron dotadas con armamento de segunda mano, y el material y equipo de muchas unidades era de origen checoslovaco y austríaco. Esta política continuó durante toda la guerra, a excepción de un selecto grupo de divisiones formadas con personal de origen germánico, que fueron dotadas con el mejor material. La mayor parte del material y equipo de mejor calidad fue destinado también a equipar otras divisiones de élite de la Wehrmacht, como la Panzer-Grenadier-Division Großdeutschland, la 130. Panzer-Lehr-Division y la división División Hermann Göring de la Luftwaffe. 

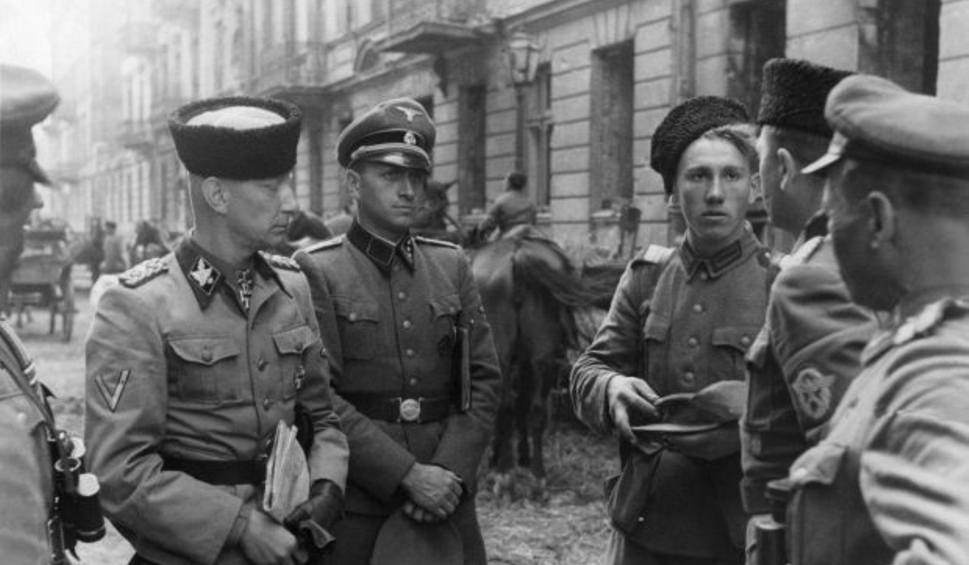
Heinz Reinefarth, conocido como «el Carnicero de Wola» (a la izquierda).

## Bautismo de fuego y operatividad

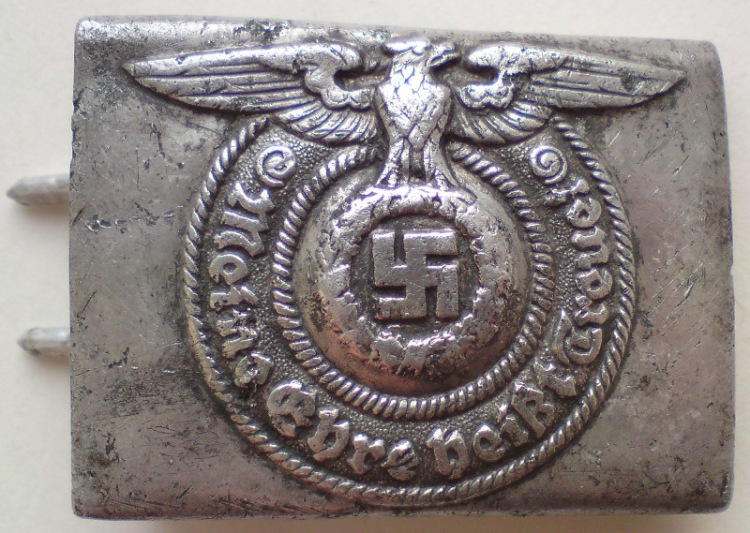
Hebilla con el lema de las SS.

Cuando se acercó el comienzo de la guerra, Heinrich Himmler solicitó la formación de varias unidades de combate a partir de los SS-Standarten (unidades del tamaño de un regimiento), sujetas a los marcos disciplinarios de las SS y ajenas a la jurisdicción de las tropas de la Wehrmacht, de forma que las fuerzas de las Waffen-SS solamente fuesen responsables ante Hitler (y, tácitamente, dirigidas por Himmler), cuidando de otorgarles un entrenamiento, intendencia y munición de la mejor calidad, superior incluso a las de la Wehrmacht; el reclutamiento también sería riguroso y selectivo, exigiendo a los aspirantes destrezas físicas y mentales sobresalientes, así como un "origen ario" intachable. Las tres unidades resultantes (la LSSAH, las SSVT y las SSTV) fueron debidamente armadas y participaron en la invasión de Polonia. Durante la campaña en el oeste, la Totenkopf y la LSSAH estuvieron implicadas en varias atrocidades contra la población civil.

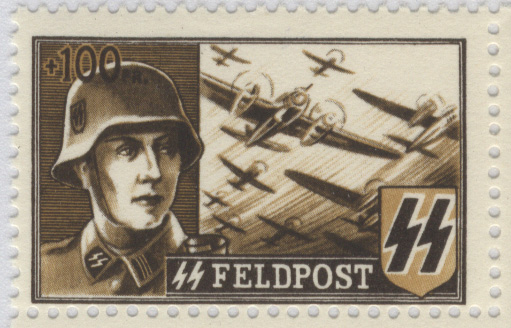
Sello postal de las Waffen-SS.

## Apogeo

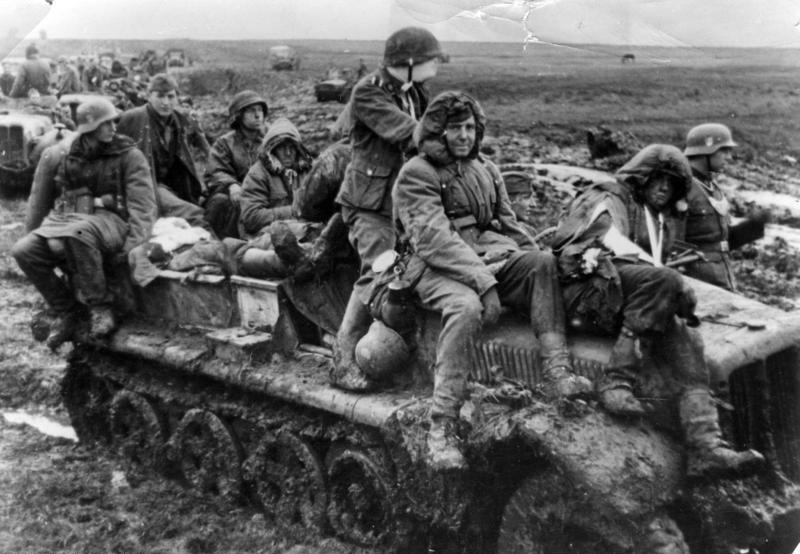
Efectivos de las Waffen-SS de la División Totenkopf en la Unión Soviética, en 1942.

La experiencia ganada en las campañas de Polonia, Francia y de los Balcanes, además de su característico adiestramiento político, convirtieron a las Waffen-SS en unidades de élite. En varias ocasiones habían sido criticadas por el ejército regular debido a su indiferencia ante las bajas en combate. Con el tiempo las divisiones Waffen-SS demostraron tener experiencia y disciplina sobre todo en la Operación Barbarroja, El excelente suministro de armas y municiones incrementó de manera significativa la eficiencia de las unidades; todos estos factores convirtieron a las Waffen-SS en las unidades militares predilectas del Tercer Reich.

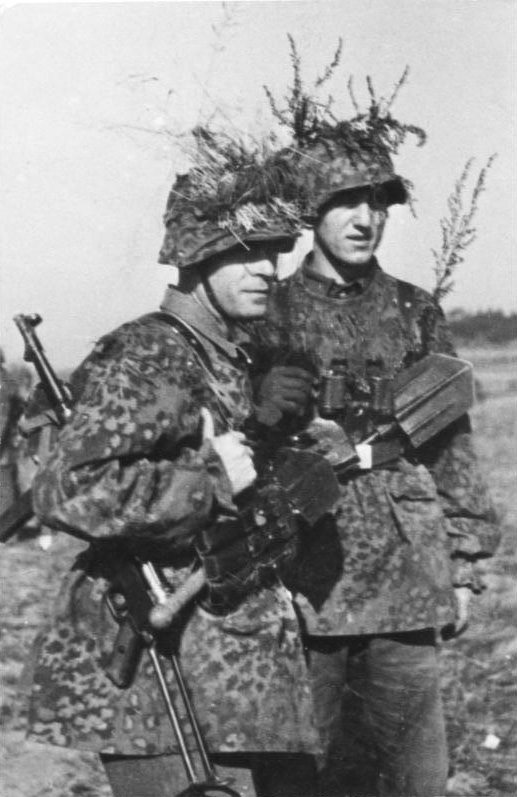
Dos efectivos de la Waffen-SS, armados con subametralladoras MP40.

Las Waffen-SS acreditaron su valor durante la tercera batalla de Járkov en febrero-marzo de 1943, donde el II. SS-Panzerkorps bajo el mando del SS-Brigadeführer Paul Hausser retomó la ciudad ucraniana de Járkov y detuvo la ofensiva soviética pese a la inferioridad numérica, salvando a las fuerzas de von Manstein. A mediados de 1943, el II. SS-Panzerkorps formado por el LSSAH, la división Das Reich y la división Totenkopf (ahora divisiones de granaderos tanquistas) tomó parte en la batalla de Kursk.
Mientras aumentaba el éxito de las divisiones, también se elevaba la dificultad de las misiones que se les asignaron, así como las bajas entre estas unidades militares de élite del Tercer Reich. Las derrotas alemanas de Kursk y del cruce del Dniéper causaron nuevas bajas en las filas de muchas divisiones de las Waffen-SS, que debieron ser cubiertas con reclutas dotados de un entrenamiento menos riguroso, por las premuras de contar pronto con nuevas tropas de reemplazo. Incluso la división Das Reich debió ser enviada a Francia para luchar contra el maquis a mediados de 1943 debido a pérdidas sufridas en Kursk.

## Cambios y crisis
Las bajas sufridas por las Waffen-SS a lo largo de 1943 trajeron una novedad: el Tercer Reich aceptó la integración de fuerzas no alemanas en las Waffen-SS, no solo de reclutas de origen "germánico" (noruegos, daneses u holandeses) que habían sido aceptados desde 1941, sino ahora con aspirantes de países como Francia, Bélgica, Letonia o Estonia, lo cual suponía que el reclutamiento nazi se concentraba más en la ideología de sus aspirantes que en la "pureza racial".
Incluso se aceptaron tropas de los Balcanes (croatas y bosnios) y de los antiguos prisioneros de guerra soviéticos (rusos, ucranianos o cosacos), abandonando en la práctica el ideal que había perseguido Himmler antes de la guerra, pero tales concesiones se habían hecho necesarias en tanto los triunfos soviéticos causaban graves bajas de veteranos de las Waffen-SS y las derrotas germanas hacían cada vez más urgente disponer de mayor cantidad de tropas en el frente. La lealtad de las Waffen-SS originales hacia Hitler podía ser suplida en el caso de los no alemanes con el fanatismo anticomunista, y ello persuadió a Himmler a aceptar en mayor escala el apoyo militar de los colaboracionistas de cada país de Europa. A inicios de 1944, bajo las insignias de las Waffen-SS se hallaban tropas de 25 países diferentes, incluso algunos neutrales.
Las ofensivas soviéticas de 1943-1944 en el frente oriental, como la operación Bagration y la ofensiva Lvov-Sandomierz, causaron nuevas bajas y estimularon la extensión del reclutamiento de unidades alemanas, inclusive entre adolescentes integrados en las Juventudes Hitlerianas, además, la presión bélica obligó a acortar los periodos de entrenamiento, mermando la eficiencia de las tropas. La creación del Volkssturm en octubre de 1944 consagró a las Juvetudes Hitlerianas como fuente de reclutas para las Waffen-SS.
En los meses finales de la guerra, a las diversas formaciones de las Waffen-SS se les encomendaron objetivos imposibles, debido a que Hitler creía que su efectividad era la misma, además de su lealtad. Tras el desembarco de Normandía numerosas unidades de las Waffen-SS fueron enviadas al frente occidental, pero los éxitos del Ejército Rojo a fines de ese año motivaron que Hitler trasladase a la mayoría de las tropas de mejor nivel (como las Waffen-SS) al frente oriental.
Las Waffen-SS estuvieron presentes en la batalla de las Ardenas a fines de 1944, pero tras algunos éxitos iniciales estuvieron lejos de su gran eficacia de años pasados, siendo contenidas y luego repelidas por las fuerzas aliadas. Luego participaron en febrero de 1945 en la ofensiva del Lago Balatón siguiendo unas órdenes de Hitler para recuperar Budapest y destruir todo un frente del Ejército Rojo, lo cual resultaba imposible de cumplir.
Sorprendentemente, tras el fracaso en Hungría, Hitler censuró duramente a las Waffen-SS amenazándolas con ser disueltas y agregadas a otras unidades, ordenando además el retiro de títulos honoríficos. La orden disgustó y no fue cumplida por el comandante del VI. SS-Panzer-Armee, SS-Oberstgruppenführer Josef "Sepp" Dietrich, criticando más bien la insistencia de Hitler en lanzar a las ya disminuidas Waffen-SS a operaciones casi suicidas.
Durante los meses finales de la guerra Hitler lanzó nuevas críticas contra las Waffen-SS, formadas ahora por numerosos reclutas improvisados tras haber perdido a la mayor parte de sus mejores efectivos. Las atrocidades cometidas por las Waffen-SS en el frente oriental causaron un feroz espíritu de revancha en las fuerzas soviéticas, y por ello los jefes de las divisiones Waffen-SS dispusieron a huir con sus hombres lo antes posible hacia el oeste, donde en mayo de 1945 se rindieron casi por completo a las fuerzas estadounidenses.

## Divisiones clásicas de las Waffen-SS

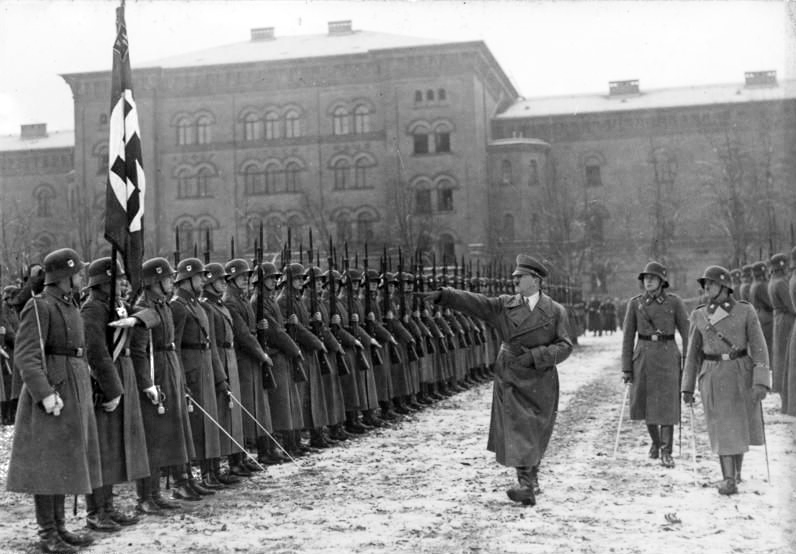
Para propósitos de documentación, los Archivos Federales de Alemania han mantenido las descripciones originales de las imágenes, que pueden ser erróneas, sesgadas, estar obsoletas o tener una orientación política. ¡El Führer visita el Leibstandarte "Adolf Hitler" en el antiguo instituto de cadetes de Berlín-Lichterfelde! El líder al caminar por el frente de la Leibstandarte inidida. Junto a él, el comandante Obergruppenführer Sepp Dietrich.

Como los cuerpos Waffen-SS eran de combate en campo abierto, varias de sus divisiones fueron consideradas de élite. Estas divisiones estuvieron caracterizadas por una moral extremadamente alta y una capacidad excelente en el combate, así como por estar politizados en la misión de una cruzada contra el bolchevismo y la defensa de Europa. También fueron beneficiados con frecuencia con el mejor equipo y armamento disponible. Hacia el final de la guerra, las SS disponían de sus propios laboratorios científicos y fábricas de desarrollo tecnológico militar, acaparando el control de las "armas secretas".
Estas divisiones se refieren como las divisiones clásicas Waffen-SS, e incluyen la LSSAH, Das Reich, Totenkopf, Wiking, Wallonie, Hohenstaufen, Frundsberg, Nordland, Charlemagne y la Hitlerjugend.
Las Waffen-SS también disponían de unidades de caballería, como la 8ª SS Kavallerie-Division Florian Geyer.

## Voluntarios y reclutas extranjeros

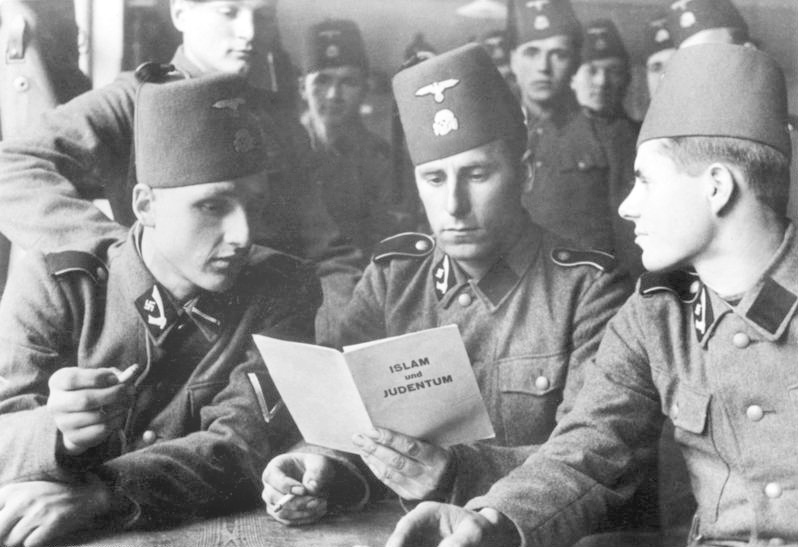
Fotografía de propaganda de las Waffen-SS en que se muestra a bosnios musulmanes enrolados.

Himmler, deseando ampliar las Waffen-SS, se inspiró en la Legión Extranjera Francesa, intentando justificar la guerra como una cruzada contra el comunismo. A fines de 1940 se crea la primera unidad multinacional de las SS, la División Wiking, bajo el mando del Obergruppenführer Felix Steiner, que aglutinaba a combatientes escandinavos. La División Wiking entró en combate pocos días después del lanzamiento de la Operación Barbarroja, demostrando ser una unidad eficiente.
Posteriormente se crearían divisiones danesas, flamencas, noruegas, finlandesas y holandesas, las cuales entrarían rápidamente en combate. Más adelante se buscaron reclutas más alejados del ideal germánico, pero siempre bajo las órdenes de oficiales alemanes. A partir de 1942, varias formaciones nuevas fueron conformadas por letones, estonios, ucranianos, croatas, bosnios (división Handschar) y albaneses (división Skanderbeg). Estas dos últimas divisiones, compuestas por voluntarios musulmanes, contaron desde 1943 con el auxilio espiritual de imanes formados por el muftí y colaborador del III Reich Amin al-Husayni.
Muchos militantes anticomunistas de distintas partes de Europa engrosaron las filas de las SS, con el pretexto de la lucha contra el marxismo. Hacia finales de 1943, el número de los reclutas voluntarios era insuficiente para cumplir los objetivos militares alemanes. Al final de la guerra, voluntarios franceses de las SS, junto con el remanente del 11. SS-Freiwilligen-Panzergrenadier-Division Nordland, participaron en la defensa final del Reichstag en 1945. Después de la rendición, muchos voluntarios fueron presos y juzgados en sus países de origen bajo cargos de colaboracionismo y/o traición, en la mayoría de los casos se les ejecutó.
Muchos otros voluntarios extranjeros de las Waffen-SS evitaron el castigo enrolándose en la Legión Extranjera francesa, siendo enviados a Vietnam, donde participaron en la batalla de Dien Bien Phu. Caso excepcional fue el de Léon Degrelle (líder de la Legión Valonia), quien escapó hacia España donde, a pesar de ser condenado a muerte por las autoridades belgas, vivió en Málaga hasta su fallecimiento en 1994.

## Crímenes de guerra

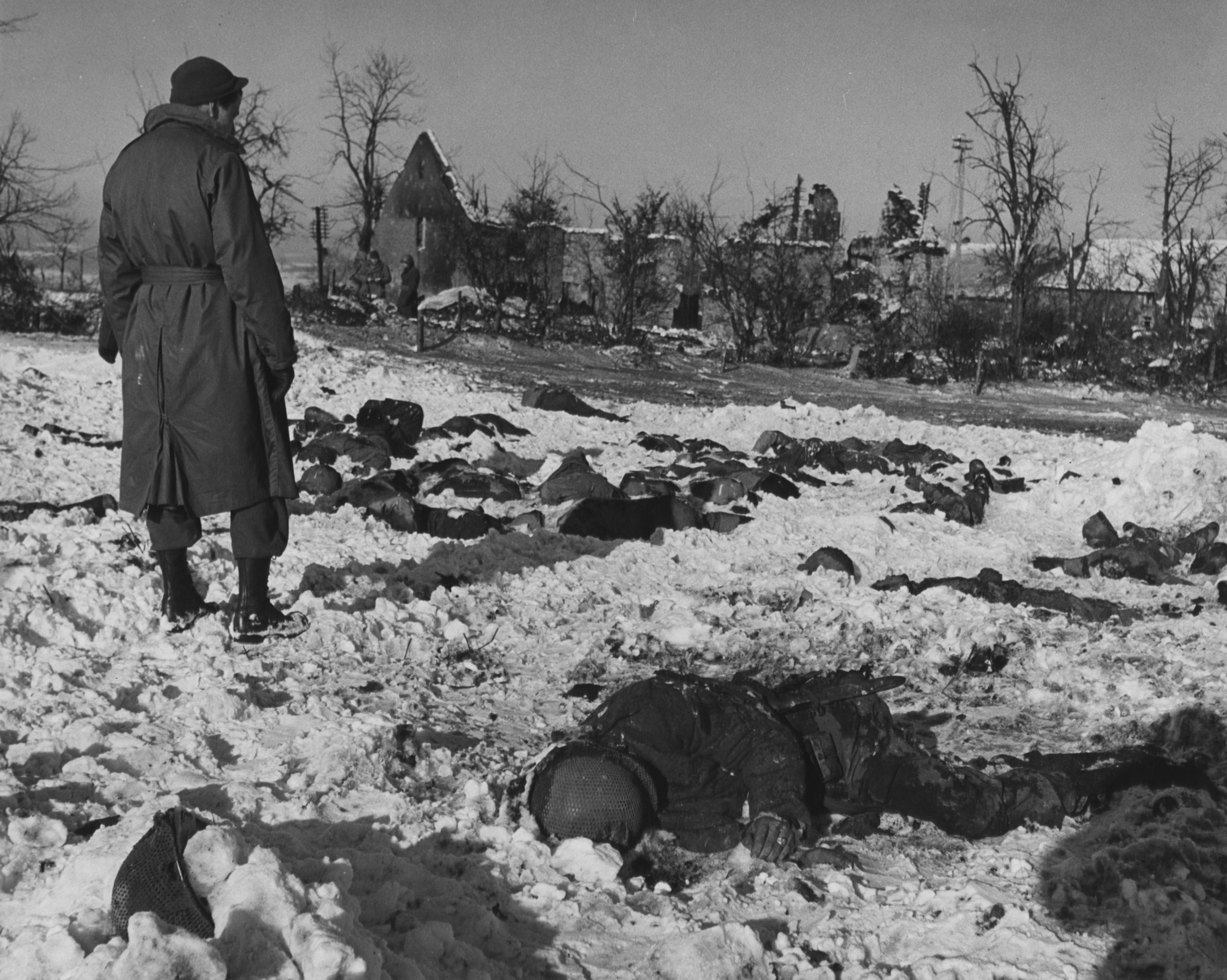
Cadáveres de militares estadounidenses fusilados por elementos del grupo de combate Peiper de la 1.ª División blindada de la SS (Leibstandarte SS Adolf Hitler), en Malmedy, Las Ardenas.

Numerosas unidades de las Waffen-SS estuvieron implicadas en crímenes de guerra. Los casos más notorios de estos crímenes fueron Oradour-sur-Glane, Marzabotto y la masacre de Malmedy, tanto por asesinar prisioneros de guerra como civiles de países ocupados. Cabe mencionar que algunas unidades de las Waffen-SS tenían en sus filas a criminales que se alistaban a cambio de un indulto, como sucedía por ejemplo con los Einsatzgruppen, dedicados al asesinato de judíos y gitanos en la Europa Oriental, además de ejecutar desplazamientos forzados de poblaciones, incendios de granjas y cosechas, o represalias masivas por ataques partisanos (que podía implicar la eliminación de todos los habitantes de un determinado lugar). Respecto a esto, había unidades cuyos comandantes eran conocidos por su salvajismo, como Oskar Dirlewanger (quien recibió el indulto de Hitler) o el exprisionero soviético Bronislav Kaminski, efectuando toda clase de crímenes contra civiles.
Después de acciones como la sublevación de Varsovia en 1944, las quejas de la Wehrmacht dieron lugar a que estas últimas unidades fueran disueltas, al considerar que su brutalidad no solo involucraba a la Wehrmacht con sus crímenes, sino que además estimulaba la ferocidad de los partisanos locales (que rechazaban la rendición y preferían morir matando la mayor cantidad posible de alemanes), y alimentaba en gran medida la sed de revancha de los soviéticos. De hecho, los dirigentes de las Waffen-SS se esforzaron por todo medio el evitar ser apresados por el Ejército Rojo, conscientes de la venganza de la cual serían víctimas.
De forma similar, el récord de atrocidades de la unidad Waffen-Sturm-Brigade RONA fue el haber asesinado a prisioneros estadounidenses, así como una conducta de violencia intolerable. Mientras que divisiones como la Das Reich, la Nordland y la Nord mantuvieron sus expedientes con pocos casos de crímenes de guerra, el resto estuvo implicado en muchos de tales crímenes, como la División Totenkopf, que tenía asignada la vigilancia de los campos de concentración y exterminio.
Sin importar el expediente individual de las unidades de combate, la organización entera fue declarada una entidad criminal por el tribunal militar internacional durante los juicios de Núremberg, mientras que los soldados rasos fueron eximidos de tal juicio debido a la movilización forzada de los últimos años de guerra. Las acciones de Himmler y otros altos mandos en la estructura de las SS, los campos de exterminio y los Einsatzgruppen dejaron claro que tal decisión era inevitable.

## Lista de divisiones de lasWaffen-SS
Las divisiones de las Waffen-SS desarrollaron una estructura de mando y de operaciones completamente militarizada. Sirvieron junto al Heer (Ejército) sin formar parte de él, se emplearon 38 divisiones en combate, agupados en: 
- 3 Divisiones de caballería
- 7 Divisiones acorazadas
- 8 Divisiones de infantería mecanizada
- 1 División de montaña
- 4 Divisiones de montaña no alemanas
- 5 Divisiones de infantería
- 10 Divisiones de infantería no alemana